# Kirchwalsede
Kirchwalsede is een gemeente in de Duitse deelstaat Nedersaksen. De gemeente maakt deel uit van de Samtgemeinde Bothel in het Landkreis Rotenburg (Wümme).
Kirchwalsede telt 1.188 inwoners.
Tot de gemeente behoort het gelijknamige dorp, alsmede de gehuchten Riekenbostel, Federlohmühlen, Weißenmoor en Auf dem Sande.
Blijkens de in 1955 ontdekte resten van een oude grafheuvel, was het gebied van de huidige gemeente al rond 700 v.Chr. bewoond.
In 1320 wordt een dorp Walsede voor het eerst in een document vermeld. Het voorvoegsel Kirch- werd later aan de naam toegevoegd, om het van de later ontstane, niet over een eigen dorpskerk beschikkende, dorpen Westerwalsede en Süderwalsede te onderscheiden. De gemeente ligt te midden van uitgestrekte veengebieden, waaronder het nog bestaande hoogveenreservaat Großes und Weißes Moor. Tussen 1812 en plm. 1920 werd in de omgeving hoogveen afgegraven en turf gestoken.
Kirchwalsede ontwikkelde zich in de periode na plm. 1970 geleidelijk van een boeren- tot een woonforensendorp, hoewel er nog verscheidene actieve boerenbedrijven bestaan.

## Bezienswaardigheden, toerisme

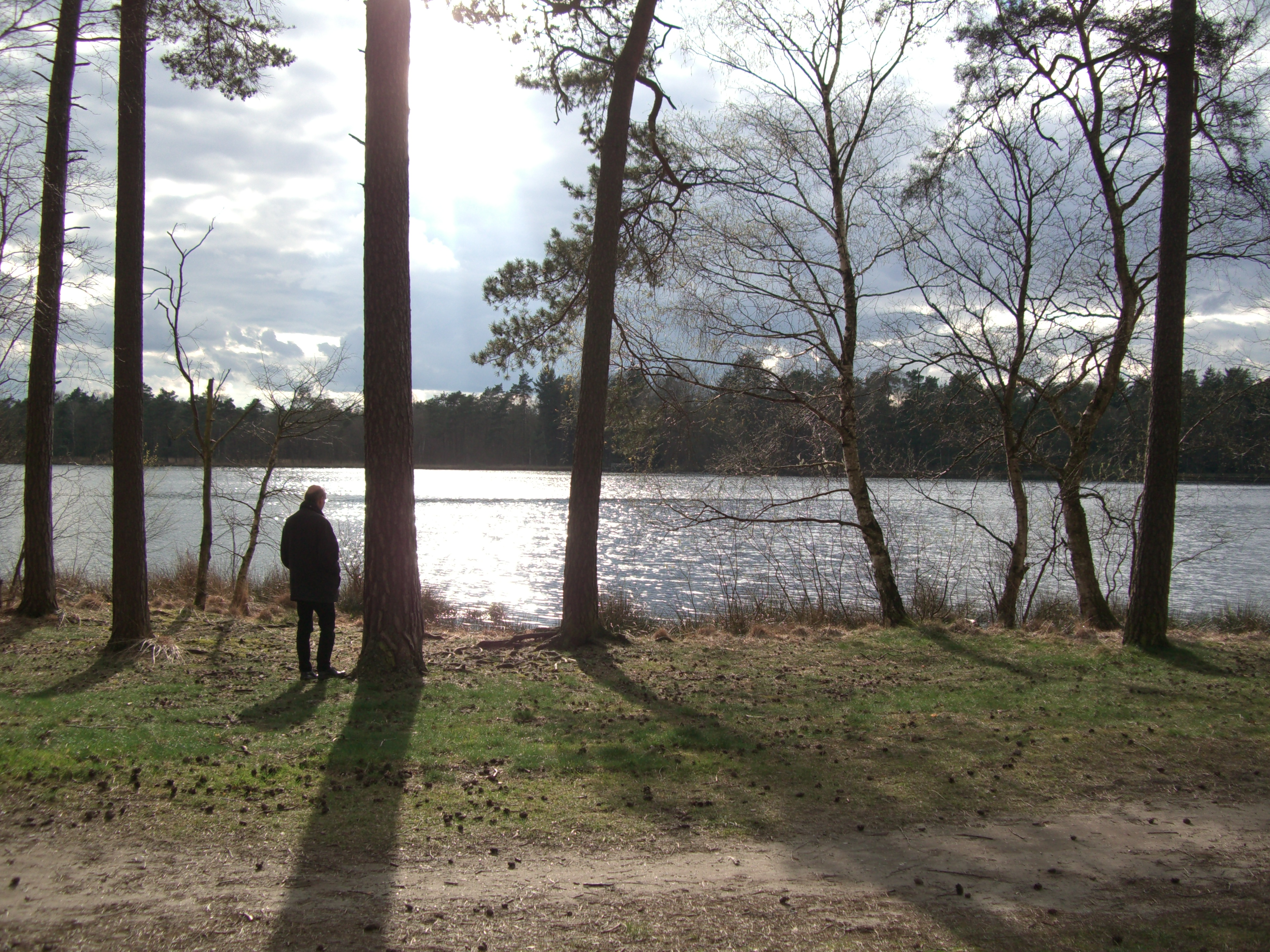
De Große Bullensee
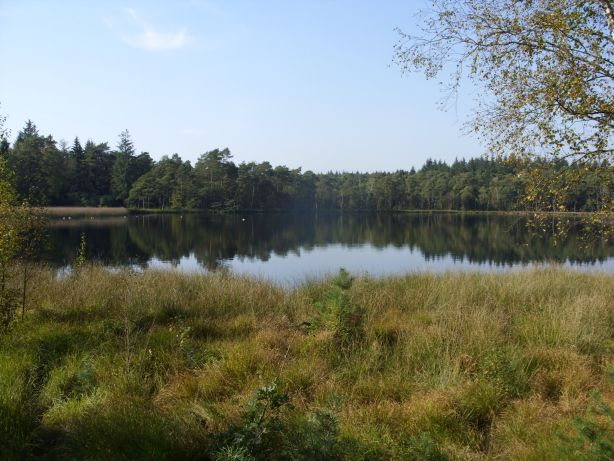
De Kleine Bullensee
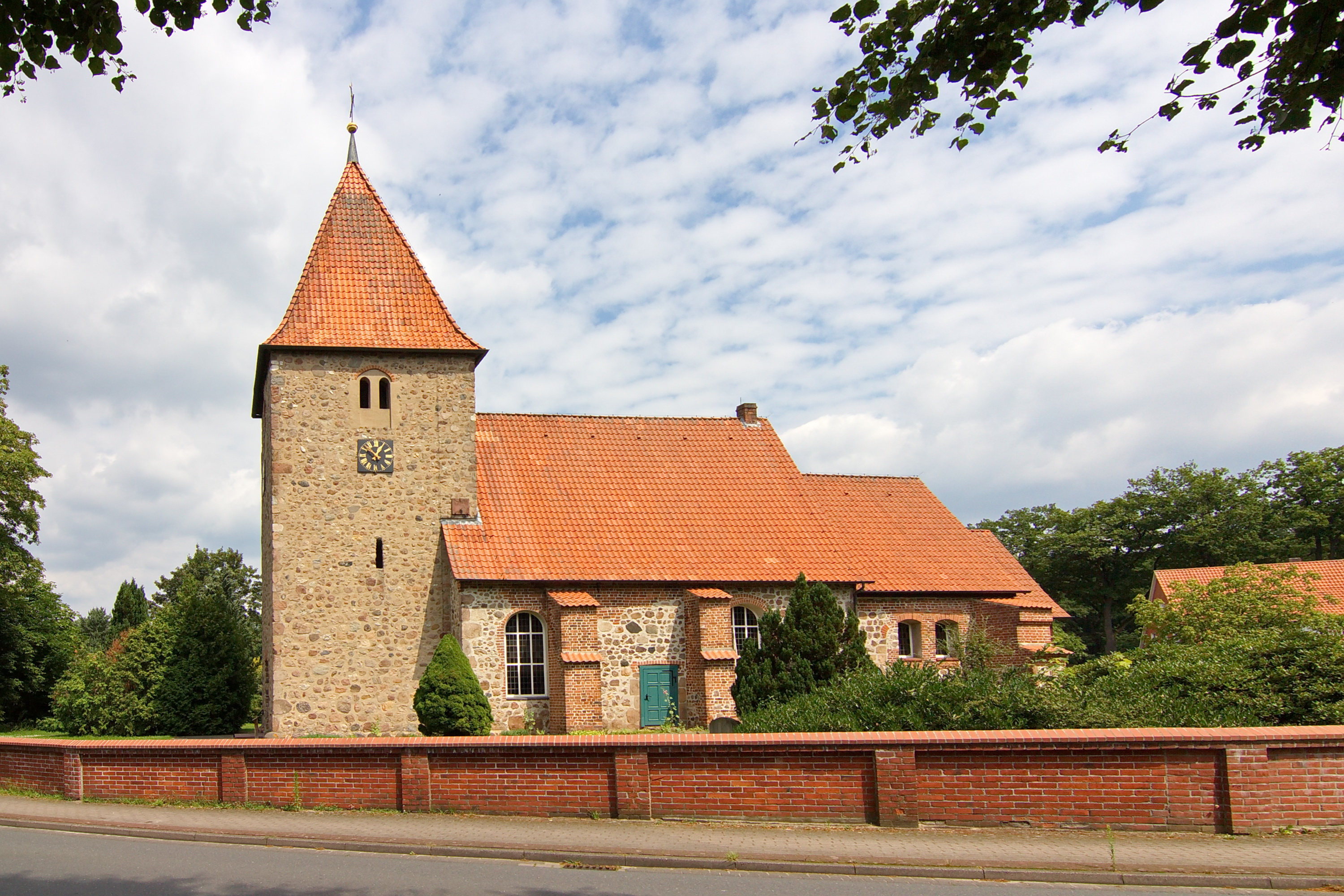
St Bartholomeüskerk

- Bezienswaardig is de van rond het jaar 1180 daterende, evangelisch-lutherse Sint-Bartholomeüskerk te Kirchwalsede. Het uit 1878 daterende kerkorgel in dit godshuis is gemaakt door de regionaal zeer bekende orgelbouwer Philipp Furtwängler.
- De gemeente ligt in een streek met veel natuurschoon. Er zijn diverse hoogveenreservaten en voor lange wandelingen geschikte bosgebieden.
- Aan de rand van het hoogveenreservaat Großes und Weißes Moor, op de grens van de gemeentes Kirchwalsede, Westerwalsede en het dorpje Unterstedt in de gemeente Rotenburg (Wümme), liggen de beide meren Großer und Kleiner Bullensee. Met name de Große Bullensee is een populaire recreatieplas, met camping en enige andere faciliteiten voor strandvermaak. Langs dit meer loopt het populaire wandelpad Dör't Moor. Een probleem bij dit meer is soms een overmatige algengroei, die het water troebel maakt. Tot 2012 waren de recreatiemogelijkheden bij de Große Bullensee uitgebreider dan daarna. Er zijn toen beperkende maatregelen opgelegd, daar dronken jongeren, met name rond 1 mei, het meer en de omgeving 's avonds en 's nachts vaak onveilig maakten en er ook veel afval achterlieten. De flora en fauna van dit hoogveengebied is zeer waardevol. In het natuurreservaat komen o.a. drie soorten zonnedauw, de ringslang en de adder voor.